# Lindsaea pulchella
Lindsaea pulchella är en ormbunkeart som först beskrevs av John Smith, och fick sitt nu gällande namn av Georg Heinrich Mettenius och Oskar Kuhn. Lindsaea pulchella ingår i släktet Lindsaea och familjen Lindsaeaceae.

## Underarter
Arten delas in i följande underarter:
- L. p. blanda
- L. p. falcata
- L. p. lomatosora